# Journal of Applied Electrochemistry
Journal of Applied Electrochemistry (abrégé en J. Appl. Electrochem.) est une revue scientifique à comité de lecture. Ce mensuel publie des articles de recherches originales concernant l'électrochimie appliquée.
D'après le Journal Citation Reports, le facteur d'impact de ce journal était de 1,697 en 2009. Actuellement, les directeurs de publication sont Gerardine G. Botte (Université de l'Ohio, États-Unis).